# ركن الدين
ركن الدين هو حي دمشقي عريق, مجاور لحي الصالحية, ويعد من أقدم أحياء مدينة دمشق. أُسِسَ في الفترة الأيوبيّة حوالي عام 1174م. كان الحي ذا غالبية كردية، لذلك أُطلق عليه "حي الأكراد" وهي تسمية قديمة. علماً أنَّ أبناء الحي لا يتحدثون إلا اللغة العربية, وأندمجوا بشكل كَامِل ثقافياً وعرقياً مع محيطهم على مدى الثمانمئة عام الماضية.
يقع حي ركن الدين بين حدائق أبو جرش وحي الصالحية وتوابعه. ويمتد جنوباً حتى ساحة الميسات, وشمالاً حتى مشفى ابن النفيس. وهو حي صغير نسبياً.
ينقسم حي ركن الدين إلى قسمين رئيسيين، شرقي وغربي، يفصل بينهما شارع صلاح الدين. يتميز القسم الشرقي بتخطيط حديث، حيث يضم أبنية سكنية مرتفعة السعر تُقطنها الفئات ذات الدخل المرتفع، كما تتسم شوارعه بالاتساع، وتنتشر فيه الحدائق العامة، والمدارس، والمحال التجارية، إضافةً إلى عدد من الشركات. أما القسم الغربي، فيقع على سفوح جبل قاسيون، ويتميز بشوارعه الضيقة وأبنيته المتلاصقة، ومعظمها من الأبنية العشوائية التي أُنشئت خلال العقود الأخيرة لاستيعاب الوافدين إلى دمشق من مختلف مناطق أرياف ومدن سوريا وفلسطين.

## التاريخ
دخل أغلب سكان الحي بلاد الشام بهيئة جنود محاربين في جيوش الدول الإسلامية، أو محررين في حروب الفرنجة، أو علماء دين وولاة وأمراء في العهدين المملوكي والعثماني.  وسُمّيت المنطقة بهذا الاسم نسبة إلى أحد ولاة دمشق في العصر الأيوبي وكان حاكم عجلون ونائباً في الديار المصرية للملك العادل، دُفنَ في المدرسة الركنية في ساحة شمدين آغا.
يَضم الحي العديد منَ الآثار المعمارية التي شيّدت في العصور المتعاقبة التي مرَّ بها وبذلكَ يمثل جزء من تراث مدينة دمشق وشاهداََ لما مر بها. كما عاصر الحي العديد من الشخصيات السياسية والدينية البارزة منهم الأمين العام للحزب الشيوعي السوري اللبناني خالد بكداش والشيخ الدكتور محمد سعيد رمضان البوطي شيخ مشايخ بلاد الشام، ومفتي سوريا ودمشق الشيخ الدكتور أحمد كفتارو وغيرهم العديد من الشخصيات البارزة، ومن الشخصيات الفنية: الفنان خالد تاجا الملقب بـ «أنطوني كوين العرب»،  والفنان عبد الرحمن آل رشي والفنان طلحت حمدي الأيوبي وغيرهم.
وأَقَام فيه الكَثير من الشخصيات السياسية والثقافية البارزة، فَسَكَنَهُ زعيم دمشق ونائبها الكبير فخري بك البارودي  وسَكنهُ الرئيس السّوري الأسبق حافظ الأسد قبل قيام انقلاب البعث 1963.وأقام فيه رئيس السلطة الفلسطينية ياسر عرفات لثلاث شُهور في بيت يمكله الأستاذ سليم الأيوبي عام 1964 .
أمّا من الشخصيات الدينية فإستقر فيهِ الشيخ المتصوّف عبد الله فائز الداغستاني والشيخ أحمد رأفت أكبازلي زاده والشيخ المقرئ محمد طه سكر الدمشقي والشيخ محمد مازن الدمشقي ومحمد أمين شيخو وغيرهم، بالإضافة للكثير من الشخصيات المؤثرة والمهمة على كافة الأصعدة.

## العائلات
يُعتبرُ الحي اليوم خليط سكاني يكاد يكوّن تمثيلاَ كاملاََ للتكوين الإجتماعي والثقافي المتنوع لسوريا، فبالإضافة إلى عائلات الحي القديمة, يقطن الحي اليوم عدد كبير من القادمين من مناطق سورية أخرى وقد بدأ أغلبهم بالتوافد إلى دمشق منذ مطلع خمسينيات القرن الماضي، أصبحت للحي اليوم تركيبة ديموغرافية مختلفة تماماََ عن مطلع القرن الماضي كما هو الحال في أغلب أحياء مدينة دمشق وريفها. ففيهِ تجمعات وحارات  للشركس والأكراد الوافدين حديثاََ, والمهجرين الفلسطينيين, خصوصاَ من مناطق صفد والجليل الأعلى, إضافةً إلى العلويون وغيرهم. وقد تحول الحي من منطقة صغيرة ذات تجمع سكاني ضئيل يعرف أبناؤه بعضهم بعضًا إلى حي كبير مكتظ بالسكان. 
أما عائلات الحي المذكورة في سجلات نفوس دمشق, والإحصاءات السكانية في الدولة العثمانية, ودفاتر وسجلات محاكم دمشق قديماََ, فنذكر: 
أجلَقينْ، آغريبوظ، آله رشي، آشيتي (ملا آشيتي، كْحلة، أسكيفي)، إيبش، إيزولي، أورفه لي (أورفلي)، الأَيوبي (طه الأيوبي، حمو ليلى، الكركوتلي، كرد علي، تاجا، عجمي)، بدر خان، بكداش، الباراڤي (البارافي، الباراوي، فلو)، البرازي (بيرقدار، برازي، ميرو)، البوطي، بوظو، البينارلي (بينارلي، ميرخان، دلكو، الحلاق)، توتونجي، تمر آغا، تللو، تنوكي، الجزماتي، دياربكرلي، الرشواني، الزركلي، السيروان، شمدين أغا (شمدين، شمس الدين)، شيخاني، شيخو، الظاظا (ظاظا، تللو، عربية، بيرم، ميقري، معدنلي، ملا، زركي، كلكا)، عرفات، عرودكي، قره جولي، كفتارو، كرمي، كرد علي، كيكي (قوطرش، شيخ الشباب)، الكردي، المللي (مللي، كوزلي، موالي، بيزكي)، المارديني (مارديني)، متيني، ملاطية، ميرخان، النقشبندي، وانلي (كعكرلي، بيازيد، ملاطيه لي)، اليوسف.

## الخدمات

### أهم الشوارع
- شارع صلاح الدين: يشتهر بسوق الذهب ومحلات الصاغة، بالإضافة لكونه مركز تسوق يتضمن جميع أنواع المحلات التجارية المتميزة.
- شارع ابن النفيس: يبدأ الشارع من أفران ابن العميد وينهي بـ ساحة شمدين؛ ويمر من وسط الحي.
- أوتستراد الفيحاء: يمر قسم من أوتستراد الفيحاء شرق الحي وهو من أهم الشوارع في دمشق.
- شارع الهجرة: يقع خَلفْ شارع صلاح الدين ويسكنه غالبية أثرياء الحي وأصحاب الدخل المرتفع من أبناء دمشق، ينتهي بأوتوستراد الفيحاء.
- شارع برنية: سمي نسبة للدركي الشهيد عبد النبي برنية[21] والذي توفي أثناء الدفاع عن المجلس النيابي في حادثة 29 أيار [22]، يسكن الشارع الطبقة مرتفعة الدخل، وينتهي الشارع بساحة الميسات التي تربط أحياء ركن الدين والصالحية والمزرعة.

### أهم الساحات
- ساحة شمدين: ساحة تقع في رأس شارع أسد الدين، عند المدرسة الركنية، سميت بذلك نسبة إلى الحاج محمد سعيد باشا شمدين، أحد الأعيان بدمشق في عصره، وأمير الحج الشامي.[23]
- ساحة الميسات: من أكبر الساحات في العاصمة دمشق وتربط أحياء ركن الدين والصالحية والمزرعة.[24]

### أهم المستشفيات والمراكز الصحية
- مستشفى هشام سنان الخاصة.
- مستشفى المنار الخاصة.
- مستشفى أمية الخاصة.
- مستشفى ابن النفيس العام.

### أهم النوادي الرياضية
- مدينة الفيحاء الرياضية.
- نادي الوحدة.
- نادي بردى.
- نادي الجيش.
- نادي بطل العالم كمال بوظان Kamal Bouzan Club.[25]